# Deutscher Fußball-Verband für Polen
Der Deutsche Fußball-Verband für Polen (DFVfP), polnisch Związek Polski Piłki Nożne (ZPPN), war ein Sportverband, der am 25. Juni 1911 in Lemberg, Galizien, gegründet wurde. Er war autonomes Mitglied des Österreichischen Fußball-Verband (ÖFV) und organisierte die galizische Fußballmeisterschaft und nationale Meisterschaftsspiele. Mitglieder des ZPPN gründeten 1919 den Polski Związek Piłki Nożnej (PZPN), der DFVfP wurde 1920 aufgelöst.

## Geschichte

### Gründung
Der Fußballverband Polens wurde am 25. Juni 1911 in Lemberg auf Initiative von Stanisław Kopernicki aus Krakau gegründet. Gerade die Entstehung eines polnischen Fußballverbandes war eine Bedingung, die die Basis für eine Aufnahme für den Österreichischen Fußball-Verband (ÖFV) auferlegten. Die Arbeit an der Satzung der DFVfP begann im November 1910, war im April 1911 fertig und am 13. Dezember 1911 offiziell genehmigt.
Die Gründungsmitglieder:
- KS Cracovia
- Czarni Lwów
- Pogoń Lwów
- RKS Kraków

Die Entstehung des DFVfP war ein wichtiger Schritt, um die nationale Getrenntheit der Polen hervorzuheben. Vor ihrer Gründung gehörten die polnischen Clubs direkt zum österreichischen Verband. Jüdische Vereine und Ukrainer aus Galizien schlossen sich dem DFVfP nicht an.
Formal war DFVFP in den Strukturen des Österreichischen Fußball-Verbandes (ÖFV) als vollautonome Einheit aktiv, so war es ihm frei, eigene Fußballspiele zu organisieren. Er konnte jedoch seine eigene Nationalmannschaft offiziell nicht vertreten. Heute erlaubt die FIFA, mit Ausnahme der britischen Insel, die Wiege des Fußballs, nationale, aber nicht regionale Vertretungen zu bilden. Der ÖFV hatte keine Auswirkungen auf die Aktivitäten der FIFA. In der einschlägigen Satzung des Statuts wurde festgestellt, dass die möglichen Streitigkeiten der FIFA beigelegt worden wären. Tatsächlich wurde der Einfluss umgekehrt, weil die Polen im österreichischen Verband saßen und als Vizepräsident des ÖFV Stanisław Kopernicki gewählt wurde. Ein Vertreter des DFVfP nahm am FIFA-Kongress teil und besetzte einen der vier ÖFV-Plätze. Seit 1911 hatte der Österreichische Fußballverband eine Föderationsstruktur, wobei die galizische Union eine von fünf war neben den böhmischen, mährisch-schlesischen, niederösterreichischen und alpenländischen Mitgliedsverbänden. Der DFVfP hatte einen der acht Sitze in den ÖFV-Behörden, die Sitze wurden im Verhältnis zur Zahl der angeschlossenen Vereine unter den nationalen Verbänden verteilt.
Der Sitz des polnischen Fußballverbandes war der Sitz des Präsidenten des DFVfP, zunächst in Krakau, später in Lemberg. Der DFVfP erhielt den Rang der sogenannten Klubklasse, je nach der Leistungsstärke des Fußballvereins wurde die Mannschaft in vier Klassen eingeteilt: Klasse I, Klasse II A, Klasse II B und Klasse II C. Im August 1911 hatte der Verein 6 Mitglieder, KS Cracovia, Lauda Krakau, RKS Krakau, Wisla Krakau, Czarni Lwów und Pogoń Lwów, von denen nur KS Cracovia ein erstklassiges Team war. Im Jahr 1913 bestand DFVfP aus 24 Clubs (4 in der Klasse I und 20 in der Klasse II).

### FIFA und UIAFA
Die Reglementierung der FIFA, dass nur ein Fußballverband in einem Land bestehen darf, stieß bei vielen Vereinen auf massive Ablehnung. Eine englische, französische Amateurvereinigung, der tschechische Fußballverband ČSF sowie Amateurverbände aus Belgien, der Schweiz und Spanien gründeten 1908 ihren eigenen Verband, die Union International Amateur de Football Association (UIAFA). Die FIFA reagierte mit einem Boykott: Wenn ein Verein der FIFA mit einem UIAFA-Verein spielte, konnten auch andere Vereine in der Umgebung, die FIFA-Regeln missachten, gesperrt werden.
Auf dem Gebiet Österreich-Ungarns wurde das Verbot, gegen UIAFA-Klubs zu spielen zunächst nicht besonders eingehalten, der ÖFV erlaubte seinen Vereinen, auch gegen tschechische Klubs zu spielen. In der Generalversammlung vom 19. Februar 1910 beschloss Cracovia, dem ÖFV beizutreten. 1910 spielte Cracovia sechsmal gegen Wisła Krakau und fünfmal mit der Erlaubnis vom ÖFV gegen tschechische Klubs. Im Herbst 1910 jedoch trug Wisła Krakau drei weitere Spiele ohne Erlaubnis trotz eines ausdrücklichen Spielverbots des ÖFV aus. Daraufhin wurde die Mitgliedschaft Wisła Krakaus vom ÖFV annulliert. Als Begründung führte man die ÖFV- und FIFA-Strukturen an. Für polnische Vereine bedeutete das Verbot, dass sie nicht gegen Wisła Krakau spielen durften.

„Angesichts der Kriminalität in der internationalen Fußballbewegung müssen sich die galizischen Vereine jetzt dem Verbot der Union unterwerfen und es wird ihnen angedroht, dass sie aus der Union ausgeschlossen werden und somit aus der Fußballwelt“

zitierte die Zeitschrift CZAS!. Sowohl das Derby gegen Cracovia als auch das Wisła-Spiel im Lviv-Turnier(15) wurde trotz Cracovias Forderung nicht ausgetragen.
Im Frühjahr wurde die Lage von Wisła Krakau immer hoffnungsloser. Sie fanden keine Mannschaften aus Österreich, Ungarn, Deutschland oder Polen, mit denen sie sich messen konnten. Wisła spielte nur gegen tschechische Klubs oder schwache, neu gegründete Krakauer Mannschaften. Dies führte zu nur geringen Einnahmen aus Ticketverkäufen und finanziellen Problemen. Im Mai 1911 schaffte man es, den schottischen Klub Aberdeen zu schlagen. Der schottische Verband musste sich aber für die Nichteinhaltung der FIFA-Regeln bei einem Kongress offiziell entschuldigen und für Wisła wurde es immer schwerer ebenbürtige Teams zu finden.
Um Vereine zu überreden, doch gegen Wisła zu spielen, kündigte der Verein in der Presse an, dass Wisła beabsichtigte, die Einnahmen vom Spiel gegen Cracovia, welches am 3. Mai 1911 stattfinden sollte, für die Organisation TSL, die polnische Schulen unterhält, zu spenden. Der Trick ging nicht auf, da die Teams von Wisła und Cracovia sich weigerten zu spielen. Die Spieler schlugen vor, dass Wisła vorab zahlen sollte.
Anlässlich des Spiels gegen Aberdeen am 21. Mai 1911 unternahm Wisła einen verzweifelten Versuch, eine wettbewerbsfähige Beziehung zur FIFA herzustellen, die im Rahmen des polnischen Fußballverbands gebildet wird. Im Nachhinein ist nicht mehr bekannt, wie der Name des Verbands war, die Zeitschrift CZAS! bezeichnete diesen als Związek Towarzystw Piłki Nożnej  (ZTPN), oder auch Polski Związek Towarzystw Sportowych Piłki Nożnej, Związek Footbalistów Polskich oder Związek Polski Piłki Nożnej. Neben Wisła Krakau waren noch folgende Vereine Mitglieder: Polonia Kraków, Diana Podgórze, Krakós Podgórze, Kresy Biała, Resovia Rzeszów, Sandecja Nowy Sacz, Skawa Wadowice, Wisłoka Dębica, KF Mielec, KF Tarnów, Czarni Lwów und Lechia Lwów. Es gibt jedoch keine Quellen. Mit Sicherheit wurde dieser Verband am 28. Mai 1911 auf dem UIAFA-Kongress in Roubaix gegründet, sodass sie die Mitgliedschaft vor der UIAFA bestätigen konnten. Der nächste UIAFA-Kongress sollte in Prag 1912 stattfinden. Das ist im Grunde alles, was es über die kurze Aktivität des Verband bekannt ist. Einen Monat später, am 26. Juni 1911, gründete eines der Gründungsmitglieder der Schwarzen Löwen eine weitere FIFA-Vereinigung des polnischen Fußballverbandes. Einen Monat später am 26. Juli 1911 wurde Wisła Krakau, ohne auf eine formelle Registrierung der ZPPN zu warten, erneut aufgefordert, wieder in den ÖFV einzutreten. Der Österreichische Fußballbund begrüßte diesen Antrag und am 17. August 1911 wurde Wisła Krakau wieder Mitglied der FIFA und somit auch der UIAFA in Polen.

## Präsidenten des DFVfP
- Gründer: Stanisław Kopernicki – zeitweiliger Präsident-Organisator
- 25. Juni 1911 bis 15. April 1914: Ludwik Żeleński
- 15. April 1914 bis 30. November 1919: Ludwik Christelbauer

## Mitglieder
Stand vom 17. März 1912
- Klasse I
  - KS Cracovia
- Klasse II A
  - Czarni Lwów
  - Pogoń Lwów
  - Wisła Kraków
- Klasse II B
  - Jutrzenka Kraków
  - Makkabi Kraków
  - RKS Kraków
- Klasse II C
  - AZS Kraków
  - Krakus Podgórze
  - Lwowia Lwów
  - Polonia Kraków
  - Rzeszowskie Koło Sportowe

## Nationalmannschaft
Die galizische Nationalmannschaft spielte ein internationales Spiel. Am 31. August 1913 unterlag sie im Cracovia-Stadion 1:2 (1:1) der Mährisch-Schlesischen Nationalmannschaft. Es spielten sechs Spieler vom KS Cracovia, vier von Wisła Krakau und einer vom Czarni Lwów in den blauen Dressen. Das Team führte (dann Kapitän genannt) Tadeusz Synowiec. Auf der Gegenseite waren die Spieler der deutschen Vereine Bielitz-Bialaer Sportverein und DSV Troppau.
Aufstellung
Käpitan: Tadeusz Synowiec (KS Cracovia)
Spieler: Schwarz (Wisła Krakau), Fryc (KS Cracovia), Bujak (Wisła Krakau), Śliwa (Wisła Krakau), Bilor (Czarni Lwów), Traub II (KS Cracovia), Prochowski (KS Cracovia), Dąbrowski I (KS Cracovia), Kałuża (KS Cracovia), Olejak (Wisła Krakau), Mielech (KS Cracovia)

## Bewerbe
| Saison        | Meister                                   |
| Meisterschaft | Meisterschaft                             |
| ------------- | ----------------------------------------- |
| 1911/12       | –                                         |
| 1912/13       | KS Cracovia                               |
| 1913/14       | KS Cracovia                               |
| 1914/15       | während des Ersten Weltkriegs eingestellt |
| 1915/16       | während des Ersten Weltkriegs eingestellt |
| 1916/17       | während des Ersten Weltkriegs eingestellt |
| 1917/18       | während des Ersten Weltkriegs eingestellt |
| 1918/19       | –                                         |

In Polen wurden zwei Meisterschaften von 1912 bis 1914 ausgetragen, die beide Cracovia gewann. Der Kriegsbeginn 1914 verhinderte einen regulären Meisterschaftsbetrieb.

## Auflösung
Der Verband reaktivierte sich nach dem Ersten Weltkrieg und wurde damals informell Małopolskim Związkiem Piłki Nożnej (MZPN) genannt. Im Sommer 1919 begann der DFVfP die Vorbereitungen für die Entsendung der polnischen Mannschaft zu den Olympischen Spielen in Amsterdam 1920. Im Oktober 1919 wurde unter dem Vorsitz von Stanisław Polakiewicz, Vizepräsident des ZPPN, und einer von stellvertretenden Vorsitzenden des ZPPN, Ludwik Christelbauer, die Teilnahme an den Olympischen Spielen verkündet. Der Verband gibt im Herbst 1919 der Presse bekannt, dass man eine Meisterschaft des MZPN durchführen werde.
Der Deutsche Fußball-Verband für Polen war die Keimzelle des Fußballsports in Polen. Nach der Unabhängigkeit Polens bereitete der DFVfP eine Kongresskonvention vor, Entwürfe von Statuten und Wettbewerben für nationale Meisterschaften und es wurde der polnische Fußballverband, Polski Związek Piłki Nożnej (PZPN), am 20. Dezember 1919 gegründet. Unter den Mitgliedern des ersten PZPN-Vorstands waren fast alle Mitglieder des DFVfP. Die galizische Verband, der Deutsche Fußballverband für Polen, wurde, nach fast acht Jahre Mitgliedschaft beim ÖFV, am 16. Mai 1920 aufgelöst.